# ميخائيل كوزنيتسوف (مجدف)
ميخائيل كوزنيتسوف (بالروسية: Михаил Николаевич Кузнецов)‏ هو مجدف روسي، ولد في 4 يونيو 1952 في موسكو في روسيا.

## وصلات خارجية
- ميخائيل كوزنيتسوف على موقع الاتحاد الدولي للتجديف (الإنجليزية)
- ميخائيل كوزنيتسوف على موقع اللجنة الأولمبية الدولية (الإنجليزية)
- ميخائيل كوزنيتسوف على موقع أوليمبيديا (الإنجليزية)